# درخت اژدهای باریک‌برگ
درخت اژدهای باریک‌برگ (نام علمی: Dracaena mannii) نام یک گونه از سرده درخت اژدها است.